# EAFF東アジアカップ2013
EAFF東アジアカップ2013（英: EAFF East Asian Cup 2013） は、第5回目のEAFF E-1サッカー選手権であり、東アジアサッカー連盟（EAFF）所属のナショナルチームが出場した。この回より大会名が東アジアサッカー選手権からEAFF東アジアカップに改められた。
本大会は2013年7月20日から7月28日にかけて、韓国で開催された。

## 参加国
前回（2010年）大会における「予選大会」「準決勝大会」という呼称を改め、「予選第1ラウンド」「予選第2ラウンド」と呼称する。また前回大会と異なり、女子の予選ラウンドが2ラウンドに分かれている。
モンゴルは、モンゴル国サッカー連盟がEAFFから資格停止処分を受けている ため、今大会には参加しない。またオーストラリアサッカー連盟が参加に関心を見せており、EAFFが同国の参加について検討していた。2012年8月に、オーストラリアは男女とも予選第2ラウンドからゲスト参加すること（東アジアサッカー連盟に加盟せず、大会だけ参加）が決定した。オーストラリア男子代表は予選第2ラウンドを突破し、本大会に出場。一方、オーストラリア女子代表は予選第2ラウンドで敗退した。
| ラウンド        | 男子                                                              | 女子                                                             |
| --------------- | ----------------------------------------------------------------- | ---------------------------------------------------------------- |
| 予選第1ラウンド | - グアム - マカオ - 北マリアナ諸島                                | - グアム - 香港 - 北マリアナ諸島                                 |
| 予選第2ラウンド | - 香港 - チャイニーズタイペイ - 北朝鮮 - グアム* - オーストラリア | - 中華人民共和国 - チャイニーズタイペイ - 香港* - オーストラリア |
| 決勝大会        | - 日本 - 韓国 - 中華人民共和国 - オーストラリア*                  | - 日本 - 韓国 - 北朝鮮 - 中華人民共和国*                         |

* = 下位のラウンドからの勝ち上がりチーム

## 男子結果

### 予選1次ラウンド
2012年7月18日から7月22日にかけてグアムで開催された。
全試合レオパレスリゾート・グアムで開催。
| 順 | チーム         | 試 | 勝 | 分 | 敗 | 得 | 失 | 差 | 点 |
| -- | -------------- | -- | -- | -- | -- | -- | -- | -- | -- |
| 1  | グアム         | 2  | 2  | 0  | 0  | 6  | 1  | +5 | 6  |
| 2  | マカオ         | 2  | 1  | 0  | 1  | 5  | 4  | +1 | 3  |
| 3  | 北マリアナ諸島 | 2  | 0  | 0  | 2  | 2  | 8  | −6 | 0  |

出典: EAFF.com
試合開始時刻はすべて現地時間（UTC+10）
| 2012年7月18日 16:00 |

| 北マリアナ諸島 | 1 - 3          | グアム                         |
| Miller 18分    | レポート (PDF) | カンリフ 25分, 66分, 90分 (PK) |

| レオパレスリゾート（ジョーニャ） 観客数: 450人 主審: Kim Dae-Yong |

| 2012年7月20日 16:00 |

| 北マリアナ諸島 | 1 - 5          | マカオ                                                         |
| Schuler 51分   | レポート (PDF) | Chan Kin Seng 27分, 55分, 59分 · Ho Man Hou 40分 · Vernon 62分 |

| レオパレスリゾート（ジョーニャ） 観客数: 150人 主審: 飯田淳平 |

| 2012年7月22日 16:00 |

| グアム                                      | 3 - 0          | マカオ |
| カンリフ 15分 · Lopez 22分 · DeVille 90+3分 | レポート (PDF) |        |

| レオパレスリゾート（ジョーニャ） 観客数: 1,000人 主審: 飯田淳平 |

#### 表彰
| 得点王               | MVP                  |
| -------------------- | -------------------- |
| ジェイソン・カンリフ | ジェイソン・カンリフ |

#### 得点ランキング
4ゴール
- ジェイソン・カンリフ

3ゴール
- Chan Kin Seng

1ゴール
| - Zachary DeVille - Marcus Lopez - Ho Man Hou | - Vernon - Joe Wang Miller - Kirk Schuler |

### 予選2次ラウンド
2012年12月1日から12月9日にかけて香港で開催された。
| 順 | チーム               | 試 | 勝 | 分 | 敗 | 得 | 失 | 差  | 点 |
| -- | -------------------- | -- | -- | -- | -- | -- | -- | --- | -- |
| 1  | オーストラリア       | 4  | 3  | 1  | 0  | 19 | 1  | +18 | 10 |
| 2  | 北朝鮮               | 4  | 3  | 1  | 0  | 16 | 2  | +14 | 10 |
| 3  | 香港                 | 4  | 2  | 0  | 2  | 4  | 6  | −2  | 6  |
| 4  | チャイニーズタイペイ | 4  | 0  | 1  | 3  | 2  | 17 | −15 | 1  |
| 4  | グアム               | 4  | 0  | 1  | 3  | 2  | 17 | −15 | 1  |

出典: EAFF.com
試合開始時刻はすべて現地時間（UTC+8）
| 2012年12月1日 14:30 |

| グアム              | 1 - 2    | 香港                  |
| メルファーレン 56分 | レポート | Chan Siu Ki 2分, 17分 |

| 旺角大球場（香港） 観客数: 3,040人 主審: Kim Dae-Yong |

| 2012年12月1日 17:10 |

| チャイニーズタイペイ | 1 - 6    | 北朝鮮                                                                                           |
| Chen Hao-Wei 79分    | レポート | An Il-Bom 28分 · Pak Song-Chol 34分 · Ri Kwang-Hyok 42分 · 朴南哲 65分 · Ri Myong-Jun 67分, 89分 |

| 旺角大球場（香港） 観客数: 3,040人 主審: Wang Zhe |

| 2012年12月3日 17:50 |

| 北朝鮮                                                                     | 5 - 0    | グアム |
| An Il-Bom 25分 · Ri Myong-Jun 34分, 59分 · 朴南哲 82分 · Jong Il-Gwan 87分 | レポート |        |

| 旺角大球場（香港） 観客数: 4,160人 主審: Mongkolchai Pechsri |

| 2012年12月3日 20:30 |

| 香港 | 0 - 1    | オーストラリア  |
|      | レポート | エマートン 85分 |

| 旺角大球場（香港） 観客数: 4,160人 主審: 飯田淳平 |

| 2012年12月5日 17:50 |

| チャイニーズタイペイ | 1 - 1    | グアム      |
| Lo Chih-An 90+2分    | レポート | Naputi 67分 |

| 香港スタジアム（香港） 観客数: 989人 主審: Kim Dae-Yong |

| 2012年12月5日 20:30 |

| 北朝鮮      | 1 - 1    | オーストラリア |
| 安英学 64分 | レポート | トンプソン 4分 |

| 香港スタジアム（香港） 観客数: 989人 主審: Mongkolchai Pechsri |

| 2012年12月7日 17:50 |

| グアム | 0 - 9    | オーストラリア |
|        | レポート | ムーイ 12分 · ババルジ 20分, 56分 · Marrone 43分 · トンプソン 59分, 62分, 65分 (PK) · ミリガン 71分 · ガルシア 83分 |

| 香港スタジアム（香港） 観客数: 2,315人 主審: Wang Zhe |

| 2012年12月7日 20:30 |

| 香港                                 | 2 - 0    | チャイニーズタイペイ |
| Chan Wai Ho 24分 · Lee Hong Lim 25分 | レポート |                      |

| 香港スタジアム（香港） 観客数: 2,315人 主審: 飯田淳平 |

| 2012年12月9日 14:20 |

| 香港 | 0 - 4    | 北朝鮮                                                             |
|      | レポート | Pak Nam-Chol 27分 · 梁勇基 33分 · 朴南哲 36分 · Pak Song-Chol 85分 |

| 香港スタジアム（香港） 観客数: 3,345人 主審: Mongkolchai Pechsri |

| 2012年12月9日 17:00 |

| オーストラリア | 8 - 0    | チャイニーズタイペイ |
| ガルシア 11分 · コーンスウェイト 17分 · タガート 19分, 29分 · ベヒッチ 34分, 57分 · ムーイ 47分 · （Yang Chao-hsun） 82分 (OG) | レポート |                      |

| 香港スタジアム（香港） 観客数: 3,345人 主審: Kim Dae-Yong |

#### 表彰
| 得点王       | MVP                  |
| ------------ | -------------------- |
| Ri Myong-Jun | ブレット・エマートン |

#### 得点ランキング
4ゴール
- アーチー・トンプソン
- Ri Myong-Jun

3ゴール
- 朴南哲

2ゴール
| - エリ・ババルジ - アジズ・ベヒッチ - リチャード・ガルシア | - アーロン・ムーイ - アダム・タガート - Chan Siu Ki | - An Il-Bom - Pak Song-Chol |

1ゴール
| - ロバート・コーンスウェイト - ブレット・エマートン - Michael Marrone - マーク・ミリガン - Chen Hao-Wei | - Lo Chih-An - エリアス・メルファーレン - Dylan Naputi - Chan Wai Ho - Lee Hong Lim | - 安英学 - Jong Il-Gwan - Pak Nam-Chol - Ri Kwang-Hyok - 梁勇基 |

1オウンゴール
- Yang Chao-hsun

### 決勝大会
2013年7月20日から7月28日にかけて韓国で開催された。
| 順 | チーム         | 試 | 勝 | 分 | 敗 | 得 | 失 | 差 | 点 |
| -- | -------------- | -- | -- | -- | -- | -- | -- | -- | -- |
| 1  | 日本           | 3  | 2  | 1  | 0  | 8  | 6  | +2 | 7  |
| 2  | 中華人民共和国 | 3  | 1  | 2  | 0  | 7  | 6  | +1 | 5  |
| 3  | 韓国           | 3  | 0  | 2  | 1  | 1  | 2  | −1 | 2  |
| 4  | オーストラリア | 3  | 0  | 1  | 2  | 5  | 7  | −2 | 1  |

出典: EAFF.com
試合開始時刻はすべて現地時間（UTC+9）
| 2013年7月20日 19:00 |

| 韓国 | 0 - 0    | オーストラリア |
|      | レポート |                |

| ソウルワールドカップ競技場（ソウル特別市） 観客数: 31,571人 主審: 西村雄一 |

| 2013年7月21日 21:00 |

| 中華人民共和国                         | 3 - 3    | 日本                                            |
| 王永珀 5分 (PK), 81分 (PK) · 孫可 87分 | レポート | 栗原勇蔵 34分 · 柿谷曜一朗 59分 · 工藤壮人 60分 |

| ソウルワールドカップ競技場（ソウル特別市） 観客数: 3,500人 主審: ベンジャミン・ウィリアムス |

| 2013年7月24日 20:00 |

| 韓国 | 0 - 0    | 中華人民共和国 |
|      | レポート |                |

| 華城総合運動場（華城市） 観客数: 23,675人 主審: ヴァレンティン・コヴァレンコ |

| 2013年7月25日 20:00 |

| 日本                              | 3 - 2    | オーストラリア                                    |
| 齋藤学 26分 · 大迫勇也 56分, 79分 | レポート | ミッチェル・デューク 76分 · トミ・ユーリッチ 78分 |

| 華城総合運動場（華城市） 観客数: 1,458人 主審: 譚海 |

| 2013年7月28日 17:15 |

| オーストラリア                                                              | 3 - 4    | 中華人民共和国                                 |
| アーロン・ムーイ 30分 · アダム・タガート 89分 · ミッチェル・デューク 90+3分 | レポート | 于大宝 5分 · 孫可 56分 · 楊旭 86分 · 武磊 87分 |

| ソウルオリンピック主競技場（ソウル特別市） 観客数: 10,526人 主審: 金東進 |

| 2013年7月28日 20:00 |

| 韓国        | 1 - 2    | 日本                    |
| 尹日録 33分 | レポート | 柿谷曜一朗 25分, 90+1分 |

| ソウルオリンピック主競技場（ソウル特別市） 観客数: 47,258人 主審: ベンジャミン・ウィリアムス |

#### 優勝国
| EAFF東アジアカップ2013優勝国 |
| ---------------------------- |
| · 日本 · 初優勝              |

#### 表彰
| 賞      | 受賞選手・チーム | 備考  |
| ------- | ---------------- | ----- |
| 大会MVP | 山口螢           | 優勝  |
| 得点王  | 柿谷曜一朗       | 3得点 |

#### 得点ランキング
3ゴール
| - 柿谷曜一朗 |

2ゴール
| - ミッチェル・デューク - 孫可 | - 王永珀 | - 大迫勇也 |

1ゴール
| - アダム・タガート - トミ・ユーリッチ - アーロン・ムーイ - 武磊 | - 楊旭 - 于大宝 - 齋藤学 | - 工藤壮人 - 栗原勇蔵 - 尹日録 |

## 女子結果

### 予選1次ラウンド
2012年7月17日から7月21日にかけてグアムで開催された。
全試合レオパレスリゾート・グアムで開催。
| 順 | チーム         | 試 | 勝 | 分 | 敗 | 得 | 失 | 差  | 点 |
| -- | -------------- | -- | -- | -- | -- | -- | -- | --- | -- |
| 1  | 香港           | 2  | 2  | 0  | 0  | 15 | 3  | +12 | 6  |
| 2  | グアム         | 2  | 1  | 0  | 1  | 9  | 4  | +5  | 3  |
| 3  | 北マリアナ諸島 | 2  | 0  | 0  | 2  | 0  | 17 | −17 | 0  |

出典: EAFF.com
試合開始時刻はすべて現地時間（UTC+10）
| 2012年7月17日 16:00 |

| 北マリアナ諸島 | 0 - 6                  | グアム                                                            |
|                | レポート（EAFF） (PDF) | Recella 5分 · Surber 24分, 36分, 40分 · Odell 44分 · Willter 51分 |

| レオパレスリゾート（ジョーニャ） 観客数: 100人 主審: Park Ji-Yeong |

| 2012年7月19日 16:00 |

| 北マリアナ諸島 | 0 - 11                                  | 香港 |
|                | レポート（EAFF） (PDF) レポート（HKFA） | Ng Wing Kum 3分, 31分, 55分, 63分 (PK) · Fung Kam Mui 21分, 38分 · Chan Wing Sze 33分, 40分 (PK), 90+2分 · Po Ching Ying 54分 · （Castillo） 72分 (OG) |

| レオパレスリゾート（ジョーニャ） 観客数: 100人 主審: He Jin |

| 2012年7月21日 16:00 |

| グアム                         | 3 - 4                                   | 香港                                                                           |
| Surber 48分 · Perez 70分, 72分 | レポート（EAFF） (PDF) レポート（HKFA） | Cheung Wai Ki 6分 · Chan Wing Sze 24分 · Lau Mung King 30分 · Wong Ka Man 76分 |

| レオパレスリゾート（ジョーニャ） 観客数: 450人 主審: Park Ji-Yeong |

#### 表彰
| 得点王                                 | MVP           |
| -------------------------------------- | ------------- |
| Paige Surber Chan Wing Sze Ng Wing Kum | Cheung Wai Ki |

#### 得点ランキング
4ゴール
- Paige Surber
- Chan Wing Sze
- Ng Wing Kum

2ゴール
- Anjelica Perez
- Fung Kam Mui

1ゴール
| - Andrea Odell - Arisa Recella - Simone Willter - Cheung Wai Ki | - Lau Mung King - Po Ching Ying - Wong Ka Man |

1オウンゴール
- Jeralyn Castillo

### 予選2次ラウンド
2012年11月20日から11月24日にかけて中国・深圳で開催された。
| 順 | チーム               | 試 | 勝 | 分 | 敗 | 得 | 失 | 差  | 点 |
| -- | -------------------- | -- | -- | -- | -- | -- | -- | --- | -- |
| 1  | 中華人民共和国       | 3  | 3  | 0  | 0  | 10 | 1  | +9  | 9  |
| 2  | オーストラリア       | 3  | 2  | 0  | 1  | 12 | 2  | +10 | 6  |
| 3  | チャイニーズタイペイ | 3  | 1  | 0  | 2  | 2  | 10 | −8  | 3  |
| 4  | 香港                 | 3  | 0  | 0  | 3  | 1  | 12 | −11 | 0  |

出典: EAFF.com
試合開始時刻はすべて現地時間（UTC+8）
| 2012年11月20日 17:00 |

| オーストラリア                                                                 | 7 - 0                                             | チャイニーズタイペイ |
| ジル 5分, 90+3分 · デ・ヴァンナ 22分, 51分 · Simon 45+1分, 83分 · Uzunlar 77分 | レポート（EAFF） レポート（FFA） レポート（CTFA） |                      |

| 深圳体育場（深圳） 観客数: 523人 主審: 梶山芙紗子 |

| 2012年11月20日 19:45 |

| 中華人民共和国                                                                     | 6 - 0                            | 香港 |
| 馬暁旭 36分 (PK), 64分 · Pu Wei 77分 · Wang Chen 81分, 90+1分 · Wang Shanshan 84分 | レポート（EAFF） レポート（CFA） |      |

| 深圳体育場（深圳） 観客数: 1,898人 主審: Ri Hong-Sil |

| 2012年11月22日 17:00 |

| オーストラリア                                     | 4 - 0                            | 香港 |
| Butt 33分 · Simon 64分 · ジル 79分 · Catley 90+2分 | レポート（EAFF） レポート（FFA） |      |

| 深圳体育場（深圳） 観客数: 488人 主審: Park Ji-Yeong |

| 2012年11月22日 19:45 |

| チャイニーズタイペイ | 0 - 2                             | 中華人民共和国                      |
|                      | レポート（EAFF） レポート（CTFA） | Zhang Rui 53分 · Wang Shanshan 66分 |

| 深圳体育場（深圳） 観客数: 1,563人 主審: 佐藤奈美 |

| 2012年11月24日 15:45 |

| 中華人民共和国                 | 2 - 1                            | オーストラリア |
| Wang Lisi 9分 · Zhang Rui 50分 | レポート（EAFF） レポート（FFA） | ジル 12分      |

| 深圳体育場（深圳） 観客数: 6,333人 主審: Ri Hong-Sil |

| 2012年11月24日 18:30 |

| チャイニーズタイペイ   | 2 - 1                             | 香港              |
| Lai Li-chin 63分, 77分 | レポート（EAFF） レポート（CTFA） | Chan Wing Sze 3分 |

| 深圳体育場（深圳） 観客数: 1,116人 主審: 佐藤奈美 |

#### 表彰
| 得点王           | MVP    |
| ---------------- | ------ |
| キャスリン・ジル | Pu Wei |

#### 得点ランキング
4ゴール
- キャスリン・ジル

3ゴール
- Kyah Simon

2ゴール
| - リサ・デ・ヴァンナ - 馬暁旭 - Wang Chen | - Wang Shanshan - Zhang Rui - Lai Li-chin |

1ゴール
| - Tameka Butt - Stephanie Catley - Servet Uzunlar | - Pu Wei - Wang Lisi - Chen Wing-si |

### 決勝大会
2013年7月20日から7月27日にかけて韓国で開催された。
| 順 | チーム         | 試 | 勝 | 分 | 敗 | 得 | 失 | 差 | 点 |
| -- | -------------- | -- | -- | -- | -- | -- | -- | -- | -- |
| 1  | 北朝鮮         | 3  | 2  | 1  | 0  | 3  | 1  | +2 | 7  |
| 2  | 日本           | 3  | 1  | 1  | 1  | 3  | 2  | +1 | 4  |
| 3  | 韓国           | 3  | 1  | 0  | 2  | 4  | 5  | −1 | 3  |
| 4  | 中華人民共和国 | 3  | 1  | 0  | 2  | 2  | 4  | −2 | 3  |

出典: EAFF.com
試合開始時刻はすべて現地時間（UTC+9）
| 2013年7月20日 16:15 |

| 日本                        | 2 - 0           | 中華人民共和国 |
| 安藤梢 36分 · 中島依美 58分 | レポート（JFA） |                |

| ソウルワールドカップ競技場（ソウル） 観客数: 8,500人 主審: チョン・ジヨン |

| 2013年7月21日 18:15 |

| 韓国        | 1 - 2            | 北朝鮮            |
| 金守娟 26分 | レポート（EAFF） | 許恩別 35分, 37分 |

| ソウルワールドカップ競技場（ソウル） 観客数: 6,530人 主審: カムヌン・パニパー |

| 2013年7月24日 17:15 |

| 韓国       | 1 - 2            | 中華人民共和国         |
| 金ナレ 9分 | レポート（EAFF） | 王麗思 1分 · 李影 67分 |

| 華城総合運動場（華城） 観客数: 2,850人 主審: 山岸佐知子 |

| 2013年7月25日 17:15 |

| 日本 | 0 - 0           | 北朝鮮 |
|      | レポート（JFA） |        |

| 華城総合運動場（華城） 観客数: 1,013人 主審: リー・ルアン |

| 2013年7月27日 17:15 |

| 北朝鮮     | 1 - 0            | 中華人民共和国 |
| 李銀香 2分 | レポート（EAFF） |                |

| 蚕室総合運動場（ソウル） 観客数: 935人 主審: マイ・ホアン・トラン |

| 2013年7月27日 20:00 |

| 韓国              | 2 - 1           | 日本            |
| 池笑然 14分, 68分 | レポート（JFA） | 大儀見優季 73分 |

| 蚕室総合運動場（ソウル） 観客数: 2,370人 主審: カムヌン・パニパー |

#### 優勝国
| EAFF女子東アジアカップ2013優勝国 |
| -------------------------------- |
| · 北朝鮮 · 初優勝                |

#### 表彰
| 賞      | 受賞選手・チーム | 備考  |
| ------- | ---------------- | ----- |
| 大会MVP | 金恩珠           | 優勝  |
| 得点王  | 許恩別           | 2得点 |
| 得点王  | 池笑然           | 2得点 |

#### 得点ランキング
2ゴール
- 許恩別
- 池笑然

1ゴール
| - 王麗思 - 李影 - 安藤梢 | - 中島依美 - 大儀見優季 - 李銀香 | - 金ナレ - 金守娟 |

## 試合会場における政治的メッセージ掲揚問題
7月28日、最終試合となる韓国対日本戦の会場において、韓国側応援団が「歴史を忘れた民族に未来はない」（역사를 잊은 민족에게 미래는 없다）とハングルで大書された横断幕を掲げた。また試合開始直前には、1909年に初代韓国統監であった伊藤博文元首相を暗殺した安重根、および16世紀の文禄・慶長の役で豊臣秀吉軍を破った李舜臣両名の巨大な肖像画を描いた幕を観客席に広げた。これに先立つ7月21日に行われた女子の韓国対北朝鮮戦では、観客が「祖国は一つ」と書かれたプラカードや過去の国際競技で南北が統一チームを構成した際に用いた「統一旗」を掲げ、主催者側はこれを下ろさせていたが、28日の日韓戦では前半終了まで横断幕は掲げられたままになっていた。これらの行為は応援時の政治的な主張を禁じた国際サッカー連盟規定に抵触する可能性があると見られている。同応援団は7月27日の女子最終戦韓国対日本戦では、海外流出文化財の返還問題を訴えるため東京国立博物館が所蔵する朝鮮王朝の鎧や兜の写真を印刷した懸垂幕を作り会場に持ち込むことを計画し、韓国サッカー協会に禁じられている。
7月24日の韓国対中国戦では、ロンドン五輪の日本戦直後に竹島（韓国名・独島）の領有権を主張するメッセージを掲げ、国際サッカー連盟（FIFA）から国際Aマッチ2試合の出場停止と3500スイスフランの罰金処分を受けていた朴鍾佑に対して、場内アナウンサーが「独立闘士」と紹介していたことが判明した。
これらの行為に対して日本政府は7月29日、菅義偉内閣官房長官が「極めて遺憾だ」と述べ、国際サッカー連盟（FIFA）は応援時に政治的主張を行うことを禁じていると主張、その翌日には下村博文文部科学大臣も、横断幕の掲示について韓国の「民度が問われる」とさらに強い言葉を述べた。これに対し韓国外務省は、下村大臣の「無礼な発言」を遺憾に思うと声明を発表し、KFA側も「日本のファンはキックオフ後に巨大な旭日旗を振り、韓国のファンを強く刺激した。これが事態の引き金になった」という声明を発表した。なお、日本のサポーターの男1人が試合の冒頭で3分程度旭日旗を掲げ運営側に撤去されたが、撤去された後もサッカー韓国代表のサポーター「レッドデビルス」は大型横断幕を前半終了まで掲げ続けた。加えて、運営側が韓国側の横断幕を強制撤去すると強く反発し、後半の応援をボイコットした。
「レッドデビルズ」は、「（日本のサポーターは）私たちより扇情的な『横断幕』を掲げていた」と主張した（なお、「歴史を忘れた民族に未来はない」と書かれた韓国側の大型横断幕は主催側によって前半終了後に強制撤去されている）。また、韓国側の横断幕はその大きさから判断して事前に準備されていたとみられており、これに対し韓国側は横断幕は以前から使用していた事実を認めた。